# Palais du Commerce
El Palais du Commerce es un edificio situado en el centro de Rennes. Construido a finales del siglo XIX y principios del XX, ha albergado diversas instituciones y empresas a lo largo de su historia.
Es una antigua bolsa de valores. Acogió la biblioteca, la Escuela Regional de Bellas Artes o el conservatorio nacional de música. Una oficina de correos y el Café de la Paix están presentes desde la primera inauguración. También alberga una central telefónica.

## Ubicación
Está ubicado en el distrito Centro de Rennes. Está al sur de la Place de la République, una amplia zona esencialmente peatonal que cubre el Vilaine. Limita al sur con la rue du Pré-Botté, al oeste con la rue de Nemours y al este con la rue du Maréchal-Joffre. El pabellón central está atravesado por el Passage de la Légion-d'Honneur.
El palacio se encontraba en la frontera de tres cantones: cantón de Rennes-Centre, cantón de Rennes-Centre-Ouest y cantón de Rennes-Sud-Ouest.

## Historia

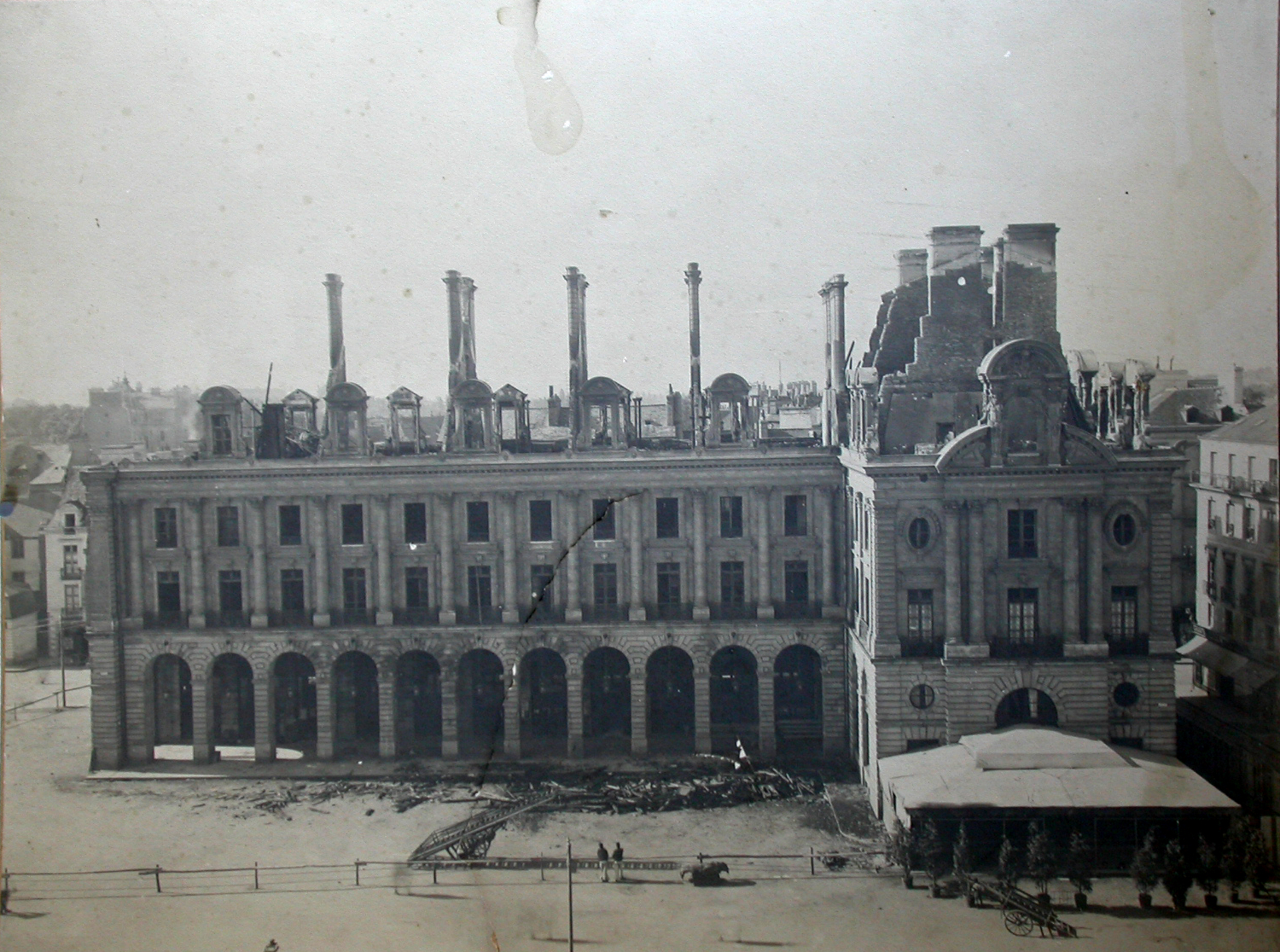
El ala oeste se incendió en 1911, a la derecha ya se puede ver el Café de la Paix, Archivo Municipal de Rennes.

Ensiglo XIX, la Vilaine aún no estaba cubierta y estaba ocupado por la grada de Pré-Botté y dos salas: el mercado de pescado al oeste y el mercado de lona al este. En 1880, se votó la abolición de la cuña.
Fue construido entre 1885 y 1929 por los arquitectos municipales Jean-Baptiste Martenot y luego Emmanuel Le Ray. La construcción se hizo en dos fases: el ala oeste de 1885 a 1891 y luego el resto del edificio de 1922 a 1929. El ala oeste sufrió un incendio en 1911.
Durante la segunda fase, Emmanuel Le Ray se hizo cargo de la obra y los planos después de Jean-Baptiste Martenot, fallecido en 1906. A partir de 1896 modificó completamente el pabellón central, quitando la cúpula y rebajando el arco central al mismo nivel que las arcadas.
La oficina de correos está decorada con un mosaico interior de Isidore Odorico en el suelo y en la pared.

### Proyecto de reurbanización
En marzo de 2018, el propietario Poste Immo y el Ayuntamiento de Rennes lanzan una convocatoria internacional de proyectos para transformar el edificio en un espacio esencialmente comercial para 2025.  El proyecto seleccionado, propuesto por el grupo Frey y la agencia de arquitectos y urbanistas MVRDV, fue presentado el 5 de febrero de 2019; bautizado Renacimiento, prevé la apertura de una Lego Store, un Decathlon, un espacio hotelero de la cadena Marriott, un restaurante y una escuela culinaria inspirada en Thierry Marx, y espacio de oficinas. En septiembre de 2021, se revisó el proyecto y se abandonó el proyecto de ampliación en favor de una remodelación de la parcela Joffre.  El trabajo debe comenzar en el segundo trimestre de 2023 y finalizar a fines de 2025.

## Arquitectura

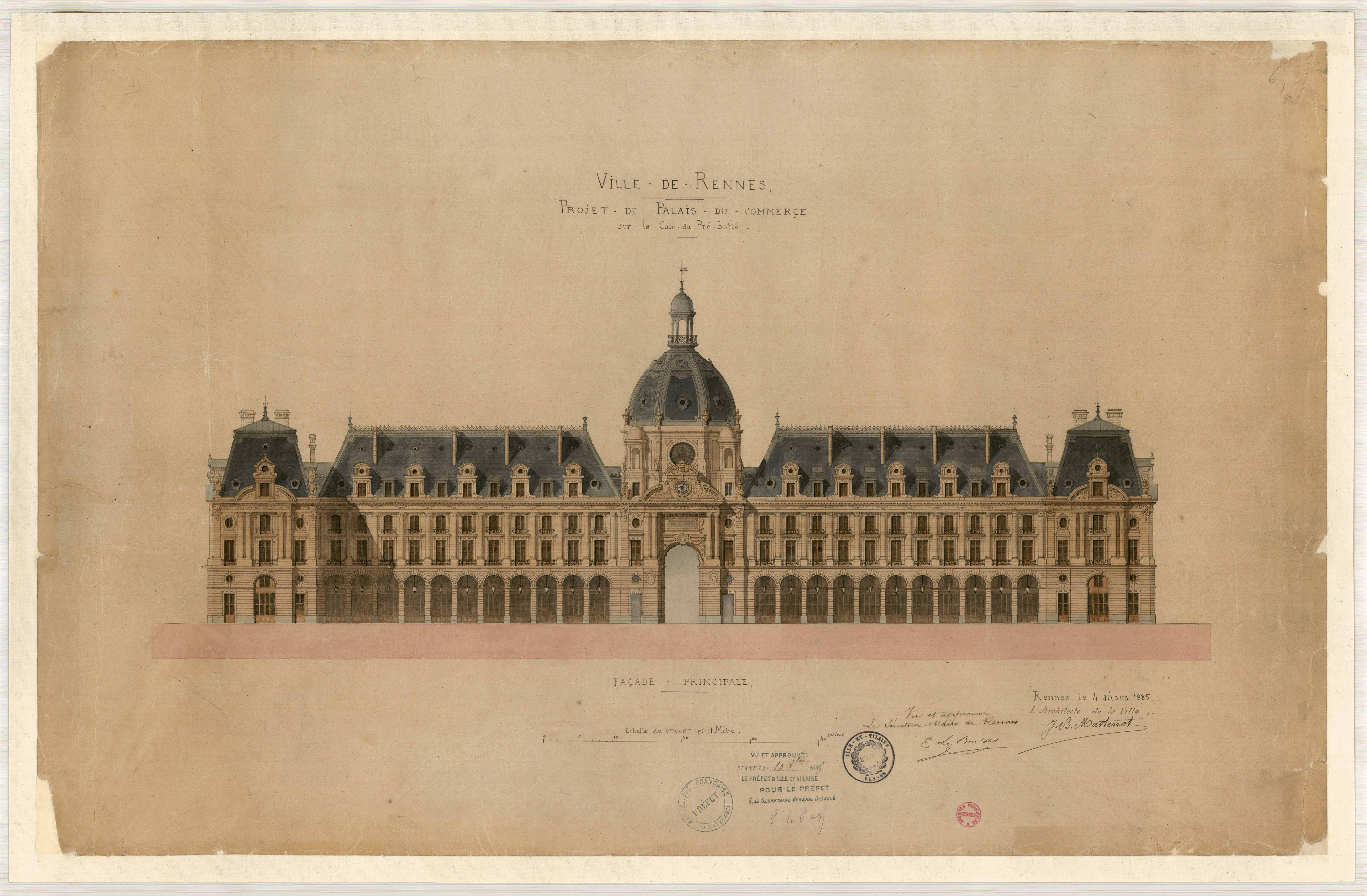
Proyecto inicial de Jean-Baptiste Martenot.

El edificio forma una U orientada al norte. Dos alas se extienden simétricamente alrededor de un pabellón central. El cuerpo de las alas tiene 11 tramos y otras tantas arcadas. El pabellón central está rematado por una cubierta a cuatro aguas que termina en un lucernario.